# Annibale Bizzelli
Annibale Bizzelli (Arezzo, 23 aprile 1900 – Roma, 12 luglio 1967) è stato un compositore italiano.

## Biografia
Da Arezzo si trasferisce giovanissimo a Roma, ove frequenta il Conservatorio di musica e in seguito ne diviene un insegnante. Compone le sue prime musiche per il teatro e per la nascente radio.

## Attività professionale
Debutta nel cinema all'età di 36 anni, quando compone la colonna sonora dei film di Mario Camerini e Gustav Machatý.
Lavora con famosi registi, tra cui Alessandro Blasetti e Francesco De Robertis, per il quale compone la colonna sonora di ben sette pellicole, durante 15 anni di collaborazione col regista pugliese.

## Filmografia
- Il grande appello, regia di Mario Camerini (1936)
- Ballerine, regia di Gustav Machatý
- Quelli della montagna, regia di Aldo Vergano e Alessandro Blasetti (1943)
- Uomini e cieli, regia di Francesco De Robertis (1943, uscito nel 1947)
- Marinai senza stelle, regia di Francesco De Robertis (1943, uscito nel 1949)
- Il mulatto, regia di Francesco De Robertis (1949)
- Gli amanti di Ravello o Fenesta ca' lucive, regia di Francesco De Robertis (1950)
- Vortice, regia di Raffaello Matarazzo (1953)
- La grande avventura, regia di Mario Pisu (1954)
- Allegro squadrone, regia di Paolo Moffa (1954)
- Mizar (Sabotaggio in mare), regia di Francesco De Robertis (1954)
- Uomini ombra, regia di Francesco De Robertis (1954)
- Ragazzi della Marina, regia di Francesco De Robertis (1958)